# Michelle Whitfield
Michelle Whitfield (* 26. Juli 1974 in Clinton, Oklahoma) ist eine österreichische Politikerin der Freiheitlichen Partei Österreichs (FPÖ). Seit dem 6. Februar 2025 ist sie Abgeordnete zum Burgenländischen Landtag.

## Leben

### Ausbildung und Beruf
Michelle Whitfield kam 1990 nach Österreich, nachdem sie in den Vereinigten Staaten eine High School besucht hatte. Sie absolvierte daraufhin in Österreich die Höhere Lehranstalt für Mode und Bekleidungstechnik Wiener Neustadt, wo sie 1999 maturierte. Anschließend war sie für den Landesschulrat für Niederösterreich als Sprachtrainerin tätig, bis sie sich 2019 selbstständig machte und seitdem eine Sprachschule für Englisch leitet.

### Politik
Whitfield  wurde 2024 zur Obfrau des Freiheitlichen Frauenrings Burgenland gewählt, nachdem sie schon seit 2019 Ersatzgemeinderätin in Rust ist.  Bei der Landtagswahl 2025 kandidierte sie als Kandidatin an zweiter Stelle im Landtagswahlkreis 2, welcher die Freistädte Eisenstadt und Rust sowie den Bezirk Eisenstadt-Umgebung umfasst. Da sie hierüber kein Mandat erringen konnte, wurde sie über die Landesliste in den Burgenländischen Landtag gewählt. Am 6. Februar 2025 wurde sie in der konstituierenden Sitzung der XXXIII. Gesetzgebungsperiode als Abgeordnete zum  Burgenländischen Landtag angelobt.